# Индо-тихоокеанский голубой марлин
Индо-тихоокеанский голубой марлин (лат. Makaira mazara) — вид лучепёрых рыб из семейства марлиновых (Istiophoridae). Проводят большую часть жизни в открытых водах вдали от берега.

## Описание
Длина до 4,35 м. Рыло длинное. Форма тела и соотношение его частей сильно изменяются с возрастом. Боковая линия образует разветвление в виде петель и у взрослых почти неразличима. Грудной плавник располагается низко. У рыб длиной 1,9 м грудной плавник почти равен длине головы. Два спинных и два анальных плавника. Плавники поддерживаются костными лучами. Первый анальный плавник относительно крупный, треугольный, с острой вершиной. У крупных рыб брюшные плавники являются короче грудных. Спина чёрно-синего цвета, брюхо серебристо-белое. Первый спинной плавник черноватого цвета с интенсивными голубыми полосами, остальные плавники черновато-коричневые с голубыми полосками. На основании первого и второго анальных плавников есть серебристо-белые полосы.

## Питание
Молодь питается зоопланктоном, в том числе планктонной икрой и личинками других рыб. Взрослые переходят на питание рыбой, в первую очередь скумбриевыми (макрелями, тунцами); кальмарами, около океанических островов и коралловых рифов питаются также молодью прибрежных рыб.

## Ареал
Субтропические и тропические воды Индийского и Тихого океанов.